# Aluterus
Aluterus is een geslacht van straalvinnige vissen uit de familie van vijlvissen (Monacanthidae). Het geslacht is voor het eerst wetenschappelijk beschreven in 1816 door Cloquet.

## Soorten
De volgende soorten zijn bij het geslacht ingedeeld:
- Aluterus heudelotii (Hollard, 1855)
- Aluterus maculosus (Richardson, 1840)
- Aluterus monoceros (Linnaeus, 1758)
- Aluterus schoepfii (Walbaum, 1792)
- Aluterus scriptus (Osbeck, 1765) – Lettervijlvis
- Aluterus velutinus (Jenyns, 1842)